# Catherine de Valois (1401–1437)

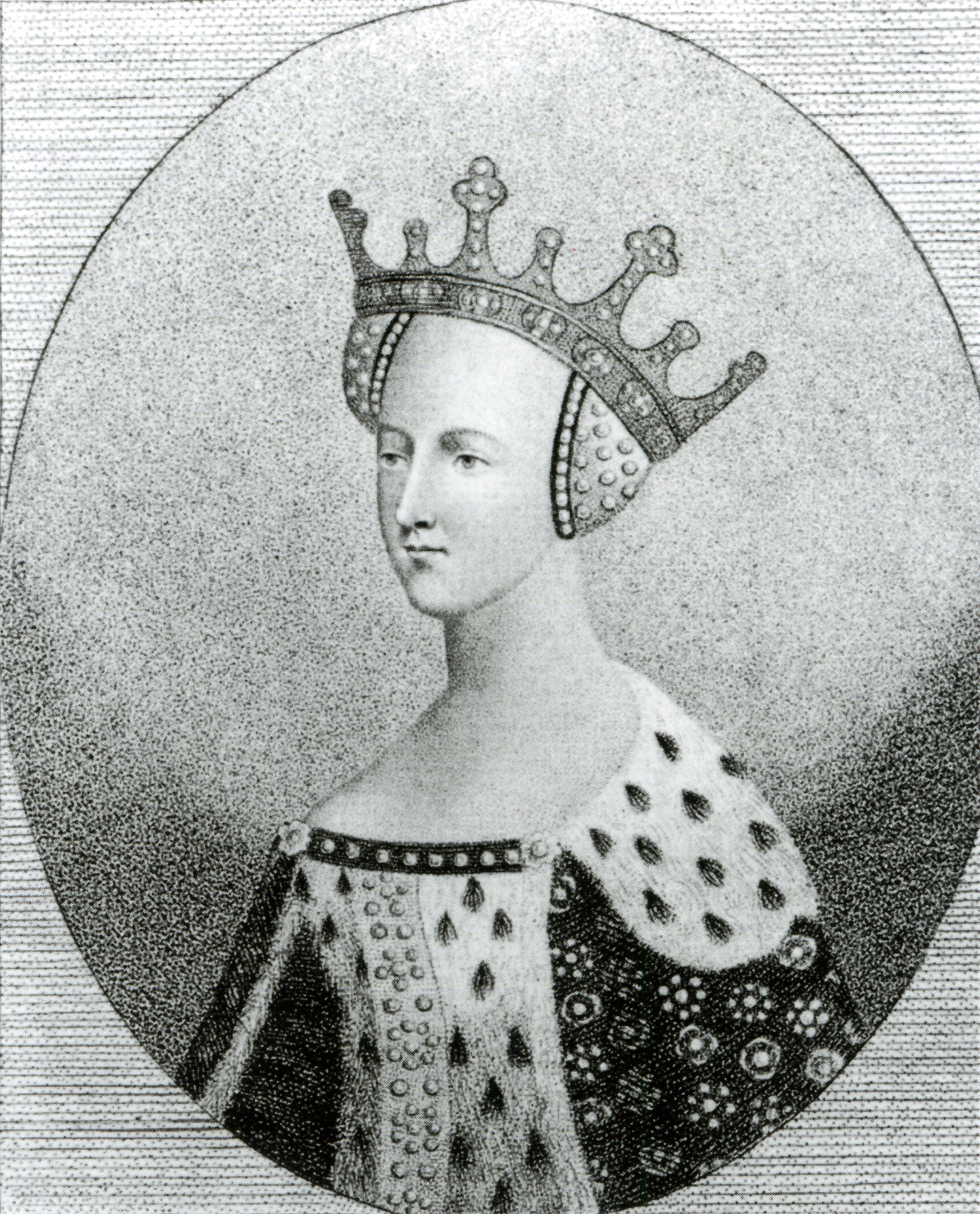
Catherine de Valois (1401–1437), Kupferstich von Silvester Harding, 1792, National Portrait Gallery, London

Catherine de Valois LG (* 27. Oktober 1401 in Paris; † 3. Januar 1437 in Bermondsey Abbey (heute: London)), auch Catherine de France genannt, war als Gattin Heinrichs V. von 1420 bis 1422 englische Königin. Sie war die Mutter Heinrichs VI. von England und gilt als Stammmutter der englischen Tudor-Dynastie.

## Abstammung und Jugend
Catherine von Valois wurde am 27. Oktober 1401 in der königlichen Residenz Hôtel Saint-Paul in Paris geboren. Sie war die jüngste Tochter von König Karl VI. von Frankreich und dessen Gattin Isabeau de Bavière, Tochter des Herzogs Stephan III. von Bayern-Ingolstadt. Catherine hatte elf Geschwister, u. a. den späteren König Karl VII. von Frankreich. Sie wurde schon vor dem 18. Juni 1403 vorübergehend mit Karl, dem Enkel und Erben des Herzogs Ludwig von Bourbon, verlobt. Weil ihr Vater seit 1392 immer stärker in eine Geisteskrankheit verfiel, regierten an seiner Stelle seine ehrgeizigen Verwandten und andere Hochadlige. Dabei kam es seit Beginn des 15. Jahrhunderts zu blutigen Machtkämpfen zwischen den politischen Parteien der Armagnacs und Bourguignons. Darüber hinaus wurde Frankreich von den Wirren des Hundertjährigen Krieges erschüttert.
Catherines Mutter Isabeau wird von den Quellen oft als ausschweifend, herrsch- und verschwendungssüchtig beschrieben, aber diese Charakterisierung scheint zu einem Gutteil auf feindliche Propaganda zurückzugehen. Laut späteren (nicht belegbaren) Gerüchten sei Catherine in ihrer Kindheit von ihrer Mutter vernachlässigt worden und habe mit ihren Geschwistern und ihrem geisteskranken Vater in unwürdigen Umständen leben müssen, die nur durch die Sorge mitleidiger Diener gelindert worden seien. Später wurde Catherine aus dem Einflussbereich ihrer Mutter entfernt und wahrscheinlich im Kloster von Poissy erzogen, wo ihre Schwester Marie als Nonne lebte.

## Heiratsprojekt mit Heinrich V. von England
Am Anfang des 15. Jahrhunderts war der Plan des englischen Königs Heinrich IV. gescheitert, seinen Sohn Heinrich (der 1413 als Heinrich V. den englischen Thron bestieg) mit Catherines älterer Schwester Isabella zu vermählen. 1408 schlug er zur Beendigung der langen militärischen Konflikte zwischen England und Frankreich vor, Heinrich (V.) mit einer anderen französischen Prinzessin zu verheiraten. Erstmals fanden 1409 Diskussionen darüber statt, dass Catherine diese Braut sein könnte. 1413 wurden ernsthafte diesbezügliche Heiratsverhandlungen aufgenommen. Doch anfangs waren die Forderungen der Engländer viel zu hoch, als dass die französische Seite darauf hätte eingehen können. Denn die am 8. April 1414 in Paris eingetroffenen englischen Gesandten verlangten als Mitgift für Catherine nicht weniger als zwei Millionen Goldkronen, die Normandie und alle französischen Besitzungen, die einst Eleonore von Aquitanien gehört hatten. Karl VI. war nur zur Zahlung von 600 000 Goldkronen bereit. Im Februar 1415 wurde ein Porträt der schönen jungen Prinzessin nach England geschickt. Im Laufe der Verhandlungen reduzierten sich zwar die englischen Forderungen, wurden aber von den Franzosen noch immer als zu hoch erachtet. Schließlich kam es im Juli 1415 zum Abbruch der Verhandlungen. Heinrich V. erneuerte daraufhin den seit einiger Zeit auf Sparflamme geführten Krieg und besiegte die vor allem von den Armagnacs geführte französische Armee in der Schlacht von Azincourt (25. Oktober 1415) entscheidend. Deshalb wurde das Heiratsprojekt zwischen Catherine und Heinrich V. für einige Jahre nicht weiter verfolgt.
In Frankreich gingen jedoch nicht nur die Kämpfe der Franzosen gegen die Engländer, sondern auch die innerfranzösischen Auseinandersetzungen weiter. Isabeau wurde 1417 von den Armagnacs völlig entmachtet und bei Tours unter Arrest gestellt, aus dem sie der Burgunderherzog Johann Ohnefurcht sechs Monate später befreite. Die Königin wurde nun seine Verbündete. Die beiden begannen im Oktober 1418 neue Verhandlungen mit dem englischen König über dessen Heirat mit Catherine, die nun offenbar Isabeaus Lieblingskind war. Am 2. Juni 1419 fand schließlich in Meulan ein Treffen des Burgunderherzogs, Isabeaus und Catherines mit Heinrich V. statt, der den adligen Damen zwar galant die Hand küsste, im Übrigen aber weiterhin von seinen hohen Forderungen nicht Abstand nahm. Immerhin schien er tief beeindruckt von der Schönheit Catherines, die er damals zum ersten Mal persönlich kennenlernte. Es folgten weitere Verhandlungen und der englische König schickte Catherine Schmuck im Wert von 100 000 Écus, der aber angeblich im August 1419 feindlichen Truppen in die Hände fiel. Die Forderungen Heinrichs V. wurden aber nach wie vor als zu hoch betrachtet, so dass Johann Ohnefurcht nach einer heftigen Auseinandersetzung mit dem englischen König die Verhandlungen abbrach und stattdessen einen Ausgleich mit den Armagnacs suchte. Es kam zu Versöhnungsgesprächen, doch wurde am 10. September 1419 bei einem Treffen zwischen dem mit den Armagnacs verbündeten Dauphin, dem späteren Karl VII., und dem Burgunderherzog der letztere von Begleitern des Dauphins ermordet. Damit war der Bruch zwischen den Armagnacs und Bourguignons endgültig und Isabeau, die schon längere Zeit von ihrem Sohn und Thronfolger entfremdet worden war, lehnte ihn nach diesem Mord völlig ab und stellte sich ganz auf die Seite des neuen Burgunderherzogs Philipp des Guten.

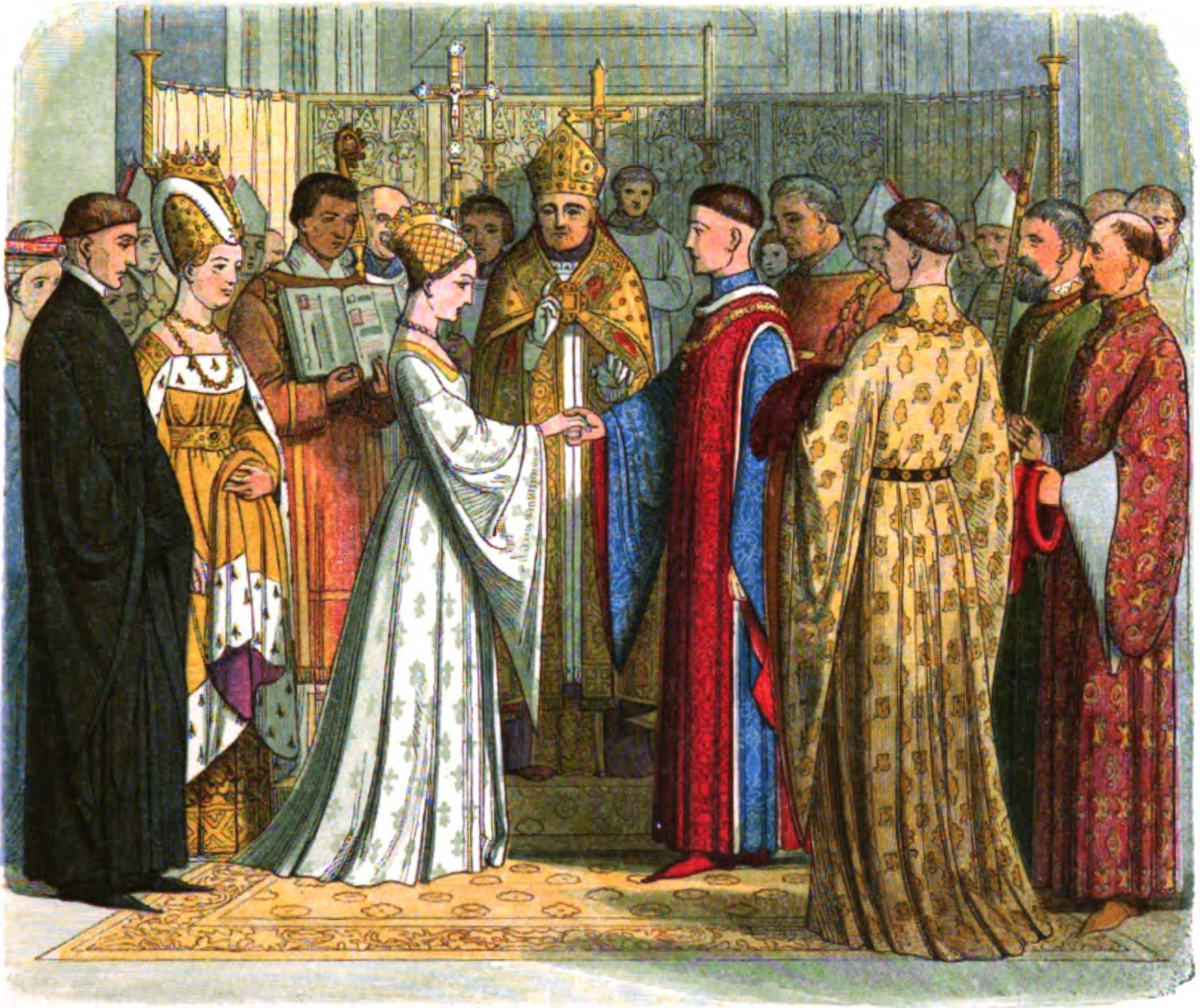
Hochzeit von Catherine de Valois mit Heinrich V. von England

Die französische Königin und Philipp der Gute nahmen nun die Verhandlungen mit den Engländern wieder auf. Am 2. Dezember 1419 wurde in Arras ein Grundlagenabkommen zur Heirat von Catherine und Heinrich V. getroffen und am 25. Dezember 1419 in Rouen ein Bündnisvertrag zwischen Philipp dem Guten und Heinrich V. zum gemeinsamen Kampf gegen den Dauphin vereinbart. Die zügig voranschreitenden Verhandlungen führten schließlich zum Vertrag von Troyes. Karl VII. wurde wegen Anstiftung zum Mord an Johann Ohnefurcht und anderer Delikte vom französischen Königspaar enterbt und des Thronfolgerechts verlustig erklärt, wohingegen Heinrich V. Catherine heiraten, bis zum Ableben Karls VI. Regent und nach dessen Tod neuer König von Frankreich werden sollte. Damit wäre er in Personalunion französischer und englischer Monarch gewesen. Auch die Kinder Heinrichs V. waren zur Erbfolge auf den französischen Thron berechtigt. Catherine sollte in England jährlich 40 000 Écus als Mitgift erhalten. Am 20. Mai 1420 kam der englische König zur Unterzeichnung des Vertrags in Troyes an, der in der Kathedrale dieser Stadt am nächsten Tag feierlich bestätigt wurde. Sofort danach fand die Verlobung der 18-jährigen Catherine mit dem 13 Jahre älteren Heinrich V. statt sowie zwölf Tage später (2. Juni) die Hochzeitszeremonie in der nahegelegenen, aber bescheidenen Johanneskirche von Troyes.
Der Krieg gegen den enterbten Dauphin und die mit ihm verbündeten Armagnacs ging aber weiter. Catherine war bei der Kapitulation von Sens am 11. Juni anwesend und blieb dann bei ihren Eltern in Bray und Corbeil, während Heinrich V. Melun belagerte und währenddessen seine neue Gattin öfters kurz besuchte. Anfang Dezember 1420 zog der englische König mit seinem Schwiegervater feierlich in Paris ein, am nächsten Tag folgten Isabeau und ihre Tochter Catherine. Diese verbrachte mit ihrem Gatten prunkvolle Weihnachten im Königspalast des Louvre, während der französische König Karl VI. relativ armselig im nahegelegenen Hôtel Saint-Pol residieren musste.

## Königin von England

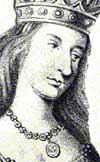
Catherine de Valois

Catherine verließ mit ihrem Gatten am 27. Dezember 1420 Paris und reiste mit ihm nach Rouen weiter, wo die Eheleute zu Silvester ankamen und Neujahr feierten. Das englische Parlament bat aber den König dringend, nach so langer Abwesenheit auf die Insel zurückzukehren. Also machte sich das Königspaar Mitte Januar 1421 auf den Weg und erreichte durch Amiens ziehend die Küstenstadt Calais, um überzusetzen und am 1. Februar in Dover an Land zu gehen. Langsam reiste es nach London weiter und wurde dort am 21. Februar feierlich mit außergewöhnlichem Pomp empfangen. Dabei traten z. B. Minnesänger und Hofnarren auf und die Zuschauer erhielten kostenlosen Weinausschank. Die städtischen Chroniken schildern diesen feierlichen Einzug des Königspaares in die englische Hauptstadt äußerst detailliert. Zwei Tage später (23. Februar) wurde Catherine in der Westminster Abbey von Erzbischof Chichele gekrönt. Danach fand ein ausgiebiges Bankett in der Westminster Hall statt, wobei vor allem Fische und Schalentiere serviert wurden, da gerade Fastenzeit war. Damit Catherine völlig im Mittelpunkt der Aufmerksamkeit stand, verzichtete ihr Gatte auf eine Teilnahme an der Krönungszeremonie. Dagegen leisteten etwa der Bischof von Winchester, Henry Beaufort, und der seit vielen Jahren in englischer Gefangenschaft lebende schottische König Jakob I. der neuen Königin Gesellschaft.
Danach beschloss Heinrich V., mit seiner Gattin bis in den Norden Englands zu reisen, um sie seinen Untertanen vorzustellen und um neue Gelder und Truppen für weitere Kriege gegen Karl VII. aufzutreiben. Catherine stieß am 15. März in Kenilworth zu ihrem Gatten. Die Eheleute feierten am 23. März in Leicester Ostern und zogen dann über Nottingham und Pontefract nordwärts nach York (2. April). Anschließend reisten sie über Lincoln, wo sie am 15. April Station machten, auf südlicher Route zurück. Auf ihrer Rundreise hatten sie auch zahlreiche Wallfahrtsorte besucht. Im Mai war das Königspaar wieder in Westminster. Heinrich V. verließ England im Juni wieder, um den Feldzug gegen den Dauphin zu erneuern. Catherine war damals schwanger. Obwohl ihr Gatte gewünscht hatte, dass sie ihr Kind nicht im Windsor Castle zur Welt bringen sollte, da er gegen diesen Ort astrologische Bedenken hegte, begab sich Catherine dorthin und gebar hier am 6. Dezember 1421 den Thronfolger Heinrich (VI.). Damals lebte bei ihr die nach England geflüchtete Jakobäa von Bayern, Herzogin von Straubing-Holland, die 1422 Humphrey, Duke of Gloucester, einen jüngeren Bruder Heinrichs V., heiratete, wofür Catherine tatkräftig eintrat.
Ohne ihren kleinen Sohn wollte Catherine bald wieder ihren Gatten treffen, der sie nach Frankreich rief. Im Mai 1422 setzte sie mit einem jüngeren Bruder ihres Gemahls, John of Lancaster, 1. Duke of Bedford, sowie 20.000 Soldaten nach Harfleur über. Sie kamen am 14. Mai in Rouen an. Schließlich traf Catherine ihre Eltern und ihren Gatten am 26. Mai im Schloss Vincennes. Gemeinsam zogen sie vier Tage später in Paris ein. Heinrich V. und Catherine feierten das Pfingstfest mit prunkvollen Feiern, zu denen auch Königin Isabeau eingeladen war. Der unglückliche Karl VI. dämmerte aber einsam und krank vor sich hin, welchen Umstand die Pariser ebenso wie den Hochmut der Engländer mit Missfallen registrierten. Catherine und ihr Gatte besuchten am 11. Juni die Abtei Saint-Denis und setzten dann ihre Feste in Senlis fort. Aber die Erkrankung von Heinrich V. – er hatte sich bei der Belagerung von Meaux die Ruhr zugezogen – zeigte nun schon sehr starke Symptome. Catherine blieb in Senlis und war ihrem Gatten in dessen letzten Stunden fern, als er am 31. August 1422 in Vincennes verstarb.

## Königinwitwe, Beziehung zu Owen Tudor und Tod
Catherine begleitete mit ihrem Hofstaat den prächtigen Leichenzug ihres Gatten, der am 24. September 1422 in Rouen eintraf und über Abbeville, Hesdin und Montreuil nach Calais gelangte. Dort wurden die sterblichen Überreste Heinrichs V. nach England eingeschifft. In der Westminster Abbey fand am 7. November ein pompöses Begräbnis für den verstorbenen König statt. Später ließ Catherine ein prachtvolles silbernes Bildnis für das Grab ihres Gatten errichten. Vom Parlament erhielt sie ausgedehnte Landgüter in England als Wittum zugesprochen.
Da bereits am 21. Oktober 1422 – nur einige Wochen nach dem Tod des englischen Königs – auch Catherines Vater Karl VI. der Tod ereilt hatte, ging der Anspruch auf die französische wie die englische Thronfolge auf den knapp einjährigen Heinrich VI. über. Dessen Mutter Catherine wurde aber jede Beteiligung an der Regierung verweigert, die stattdessen die Brüder des verstorbenen englischen Königs führten. In England regierte Humphrey, Duke of Gloucester (mit beschränkten Vollmachten), und in den besetzten Gebieten Frankreichs regierte John of Lancaster, 1. Duke of Bedford. Letzterer hatte aber gegen die national-französische Bewegung der Jeanne d’Arc zu kämpfen, die er 1431 hinrichten ließ.
In den ersten Witwenjahren bestand Catherines Haushalt hauptsächlich aus englischen Dienern. Sie war vor allem mit der Erziehung ihres Sohnes beschäftigt. Meist wird sie in den Quellen nur bei repräsentativen Aufgaben erwähnt. So begleitete sie etwa ihren kleinen Sohn zu Parlamentssitzungen, wo er auf ihrem Knie saß. In amtlichen Urkunden wird sie meist als „Queen of England, the King’s mother“ tituliert. Zu Weihnachten 1423 war der weiterhin gefangen gehaltene Jakob I. in Hertford Castle ihr Gast. 1424 bemühte sie sich um eine Schlichtung des Streites zwischen den Herzögen von Bedford und Gloucester. Sie begleitete 1425 ihren Sohn bei der feierlichen Prozession zur St Paul’s Cathedral vor der Eröffnung des Parlaments.
Catherine stand aber auch bald im Ruf, eine lebhafte und leidenschaftliche Dame zu sein. Bereits 1425 gab es Gerüchte über eine Liebesbeziehung der jungen Witwe. Ihr Auserwählter war der erst 19-jährige Edmund Beaufort. Dieser war der Neffe des Bischofs Henry Beaufort, der damals auch wieder als Lordkanzler Englands amtierte. Aber eine Ehe zwischen diesem Paar war unerwünscht, da Edmund aus einer niedrigeren sozialen Schicht als Catherine stammte. Ein 1426 gestellter Antrag des Unterhauses, der Königinwitwen gegen Zahlung eines Bußgeldes beliebige Heiraten erlauben sollte, nahm wohl auf Catherines Liaison mit Beaufort Bezug. Dagegen ist eine Anspielung auf die bereits ältliche Witwe Heinrichs IV., Johanna von Navarra, weniger wahrscheinlich. Im übernächsten Jahr wurde dieser Antrag auf Betreiben des Duke of Gloucester abgelehnt, der stattdessen ein Gesetz veranlasste, das eine Verheiratung von Königinwitwen ohne Zustimmung des Königs und seines Rats strengstens untersagte. Bei Zuwiderhandeln sollte der Gatte der Königinwitwe völlig enteignet werden.
Von 1427 bis 1429 lebte Catherine am Hof ihres Sohnes. Auch damals trat sie bei öffentlichen Anlässen auf, etwa bei der Krönung ihres Sohnes zum englischen König am 6. November 1429.
Die letzte – lange geheim gehaltene – Liebschaft Catherines war ihre Liaison mit einem ihrer Diener, dem Waliser Owen Tudor. Diese Verbindung wurde politisch höchst bedeutsam, weil ihr daraus hervorgegangener Enkel Heinrich VII. 1485 die Herrschaft der neuen Dynastie Tudor auf dem englischen Thron begründete. Weder der Zeitpunkt noch die Umstände des ersten Treffens zwischen Catherine und Owen Tudor oder die Entstehung ihrer Beziehung sind bekannt. Später kursierten viele Legenden zu diesem Thema. Es wurde gedichtet, dass Catherine erstmals auf Owen aufmerksam wurde, als er betrunken vor dem Hof getanzt habe, dabei ausgeglitten und in ihren Schoß gefallen sei, oder als sie ihn mit ihren Hofdamen beim Schwimmen beobachtet habe. Es gab sogar die Theorie, dass sie in Wirklichkeit weiterhin nur Edmund Beaufort geliebt habe und ihn vor der Enteignung aufgrund des Gesetzes von 1428 habe retten wollen, indem sie statt ihm den (verhältnismäßig) armen Waliser heiratete. Diese heimliche morganatische Ehe, die durch keine kirchliche oder staatliche Urkunde beglaubigt ist, wurde irgendwann zwischen 1428 und 1432 geschlossen und war zu dem letztgenannten Zeitpunkt am königlichen Hof bekannt, obwohl sie erst nach Catherines Tod öffentlich publik wurde. Owen Tudor hatte mehrere Kinder mit Catherine (s. u.) und erhielt 1432 alle Rechte eines Engländers.
Die Königinwitwe litt in ihren letzten Monaten an einer schweren Krankheit, zog sich zur Genesung in die Bermondsey Abbey in London zurück und starb dort am 3. Januar 1437. Zwei Tage vor ihrem Ableben hatte sie ihr Testament aufgesetzt, das nur Heinrich VI. als ihren Nachkommen nannte, während ihr zweiter Gatte und die mit ihm gezeugten Kinder nicht erwähnt wurden. Ihr Stundenbuch mit einigen wohl von ihr selbst verfassten Gebeten blieb erhalten.

## Stammmutter der Tudor-Dynastie
Aus Catherines Beziehung zu Owen Tudor entstammen mit Sicherheit mindestens drei Kinder: Edmund und Jasper Tudor sowie eine jung verstorbene Tochter Margaret. Diese Kinder galten als nicht standesgemäß. Spätere Erfindung dürfte sein, dass ein weiterer Sohn namens Owen 1502 als Mönch der Westminster Abbey starb.
Edmund Tudor heiratete Margaret Beaufort aus dem Haus Beaufort, einer Nebenlinie der Lancaster. Er starb 1456 in Gefangenschaft an der Pest. Aus der Ehe zwischen Edmund und Margaret entstammt der 1457 geborene Henry Tudor, der als Lancaster-Erbe 1485 in der Schlacht von Bosworth Field Richard III. von York besiegte und als König Heinrich VII. die Rosenkriege beendete. Er heiratete die York-Erbin Elizabeth, Tochter von Eduard IV. Beider Sohn ist der spätere König Heinrich VIII.
Catherine de Valois, Tochter eines französischen Königs und Enkelin eines bayerischen Herzogs, ist somit die Stammmutter der englischen Tudor-Dynastie. Ihre Liebesbeziehung zu Owen Tudor galt zu ihrer Zeit als Skandal.

## Grab
Catherines Leichnam wurde in der St. Katharine’s Chapel beim Londoner Tower feierlich aufgebahrt, dann in die St Paul’s Cathedral überführt und schließlich im Februar 1437 in der Lady Chapel der Westminster Abbey bestattet. Heinrich VI. ließ ihr ein Altargrab errichten, dessen Epitaph ihre Ehe mit Owen Tudor nicht erwähnte. Ihr Enkel, König Heinrich VII., stiftete ein neues Grab mit einer diese Ehe gebührend beschreibenden Inschrift.
Als Westminster Abbey durch Heinrich VII. umgestaltet und die Lady Chapel um 1503 abgerissen wurde, wurde Catherines Grab eingerissen und ihr Sarg geöffnet. Ihr Leichnam war in einem so guten Zustand, dass er öffentlich ausgestellt wurde, neben dem Grab ihres ersten Gatten Heinrich V. oberirdisch in einem Sarg mit losen Brettern, wo sie fast 300 Jahre blieb. Belegt ist ein spektakulärer Kuss des Leichnams am 23. Februar 1669 durch den englischen Politiker und Tagebuchautor Samuel Pepys, der an seinem 36. Geburtstag laut seiner eigenen Tagebuchnotiz die mumifizierte Leiche auf den Mund küsste. Der Sarg wurde 1778 schließlich entfernt und zunächst in einer Gruft unter St. Nicholas's Chapel beerdigt. Auf Anregung des Architekten und Restaurators George Gilbert Scott wurde Catherine 1878 ein weiteres Mal umgebettet, da sich die Tote mittlerweile in einem arg ramponierten Zustand befand: Eine zeitgenössische Untersuchung der Überreste, die sich noch in dem mittlerweile vollkommen durchgefaulten Sarg befanden, ergab, dass etwa die Hälfte des Schädels, sämtliche Zähne und die meisten Rippen fehlten; einzig die untere Körperhälfte war noch in das ursprüngliche wachsgetränkte Leichentuch gewickelt und in mumiengleicher Form erhalten. Ihr Leichnam wurde endgültig unter einer marmornen Altarplatte in der Votivkapelle Heinrichs V. bestattet und befindet sich noch heute dort. Ein prächtiges vollplastisches Totenbildnis, das bei ihrer ersten Bestattung verwendet wurde, ist heute im Museum der Westminster Abbey ausgestellt.

## Vorfahren
| Johann II. | Johann II. | Johann II. | Johann II. | Johann II. | Johann II. |         |         | Jutta von Luxemburg | Jutta von Luxemburg | Jutta von Luxemburg | Jutta von Luxemburg | Jutta von Luxemburg | Jutta von Luxemburg |          |          | Peter I. von Bourbon | Peter I. von Bourbon | Peter I. von Bourbon | Peter I. von Bourbon | Peter I. von Bourbon | Peter I. von Bourbon |                     |                     | Isabelle de Valois  | Isabelle de Valois  | Isabelle de Valois | Isabelle de Valois | Isabelle de Valois  | Isabelle de Valois |  |  | Stephan mit der Hafte | Stephan mit der Hafte | Stephan mit der Hafte | Stephan mit der Hafte | Stephan mit der Hafte | Stephan mit der Hafte |              |              | Elisabeth von Sizilien | Elisabeth von Sizilien | Elisabeth von Sizilien | Elisabeth von Sizilien | Elisabeth von Sizilien          | Elisabeth von Sizilien          |                                 |                                 | Bernabò Visconti                | Bernabò Visconti                | Bernabò Visconti | Bernabò Visconti | Bernabò Visconti | Bernabò Visconti |                 |                 | Beatrice Regina della Scala | Beatrice Regina della Scala | Beatrice Regina della Scala | Beatrice Regina della Scala | Beatrice Regina della Scala | Beatrice Regina della Scala |
| Johann II. | Johann II. | Johann II. | Johann II. | Johann II. | Johann II. |         |         | Jutta von Luxemburg | Jutta von Luxemburg | Jutta von Luxemburg | Jutta von Luxemburg | Jutta von Luxemburg | Jutta von Luxemburg |          |          | Peter I. von Bourbon | Peter I. von Bourbon | Peter I. von Bourbon | Peter I. von Bourbon | Peter I. von Bourbon | Peter I. von Bourbon |                     |                     | Isabelle de Valois  | Isabelle de Valois  | Isabelle de Valois | Isabelle de Valois | Isabelle de Valois  | Isabelle de Valois |  |  | Stephan mit der Hafte | Stephan mit der Hafte | Stephan mit der Hafte | Stephan mit der Hafte | Stephan mit der Hafte | Stephan mit der Hafte |              |              | Elisabeth von Sizilien | Elisabeth von Sizilien | Elisabeth von Sizilien | Elisabeth von Sizilien | Elisabeth von Sizilien          | Elisabeth von Sizilien          |                                 |                                 | Bernabò Visconti                | Bernabò Visconti                | Bernabò Visconti | Bernabò Visconti | Bernabò Visconti | Bernabò Visconti |                 |                 | Beatrice Regina della Scala | Beatrice Regina della Scala | Beatrice Regina della Scala | Beatrice Regina della Scala | Beatrice Regina della Scala | Beatrice Regina della Scala |
|            |            |            |            |            |            |         |         |                     |                     |                     |                     |                     |                     |          |          |                      |                      |                      |                      |                      |                      |                     |                     |                     |                     |                    |                    |                     |                    |  |  |                       |                       |                       |                       |                       |                       |              |              |                        |                        |                        |                        |                                 |                                 |                                 |                                 |                                 |                                 |                  |                  |                  |                  |                 |                 |                             |                             |                             |                             |                             |                             |
|            |            |            |            | Karl V.    | Karl V.    | Karl V. | Karl V. | Karl V.             | Karl V.             |                     |                     |                     |                     |          |          |                      |                      |                      |                      | Johanna von Bourbon  | Johanna von Bourbon  | Johanna von Bourbon | Johanna von Bourbon | Johanna von Bourbon | Johanna von Bourbon |                    |                    |                     |                    |  |  |                       |                       |                       |                       | Stephan III.          | Stephan III.          | Stephan III. | Stephan III. | Stephan III.           | Stephan III.           |                        |                        |                                 |                                 |                                 |                                 |                                 |                                 |                  |                  | Taddea Visconti  | Taddea Visconti  | Taddea Visconti | Taddea Visconti | Taddea Visconti             | Taddea Visconti             |                             |                             |                             |                             |
|            |            |            |            | Karl V.    | Karl V.    | Karl V. | Karl V. | Karl V.             | Karl V.             |                     |                     |                     |                     |          |          |                      |                      |                      |                      | Johanna von Bourbon  | Johanna von Bourbon  | Johanna von Bourbon | Johanna von Bourbon | Johanna von Bourbon | Johanna von Bourbon |                    |                    |                     |                    |  |  |                       |                       |                       |                       | Stephan III.          | Stephan III.          | Stephan III. | Stephan III. | Stephan III.           | Stephan III.           |                        |                        |                                 |                                 |                                 |                                 |                                 |                                 |                  |                  | Taddea Visconti  | Taddea Visconti  | Taddea Visconti | Taddea Visconti | Taddea Visconti             | Taddea Visconti             |                             |                             |                             |                             |
|            |            |            |            |            |            |         |         |                     |                     |                     |                     |                     |                     |          |          |                      |                      |                      |                      |                      |                      |                     |                     |                     |                     |                    |                    |                     |                    |  |  |                       |                       |                       |                       |                       |                       |              |              |                        |                        |                        |                        |                                 |                                 |                                 |                                 |                                 |                                 |                  |                  |                  |                  |                 |                 |                             |                             |                             |                             |                             |                             |
|            |            |            |            |            |            |         |         |                     |                     |                     |                     | Karl VI.            | Karl VI.            | Karl VI. | Karl VI. | Karl VI.             | Karl VI.             |                      |                      |                      |                      |                     |                     |                     |                     |                    |                    |                     |                    |  |  |                       |                       |                       |                       |                       |                       |              |              |                        |                        |                        |                        | Elisabeth von Bayern-Ingolstadt | Elisabeth von Bayern-Ingolstadt | Elisabeth von Bayern-Ingolstadt | Elisabeth von Bayern-Ingolstadt | Elisabeth von Bayern-Ingolstadt | Elisabeth von Bayern-Ingolstadt |                  |                  |                  |                  |                 |                 |                             |                             |                             |                             |                             |                             |
|            |            |            |            |            |            |         |         |                     |                     |                     |                     | Karl VI.            | Karl VI.            | Karl VI. | Karl VI. | Karl VI.             | Karl VI.             |                      |                      |                      |                      |                     |                     |                     |                     |                    |                    |                     |                    |  |  |                       |                       |                       |                       |                       |                       |              |              |                        |                        |                        |                        | Elisabeth von Bayern-Ingolstadt | Elisabeth von Bayern-Ingolstadt | Elisabeth von Bayern-Ingolstadt | Elisabeth von Bayern-Ingolstadt | Elisabeth von Bayern-Ingolstadt | Elisabeth von Bayern-Ingolstadt |                  |                  |                  |                  |                 |                 |                             |                             |                             |                             |                             |                             |
|            |            |            |            |            |            |         |         |                     |                     |                     |                     |                     |                     |          |          |                      |                      |                      |                      |                      |                      |                     |                     |                     |                     |                    |                    |                     |                    |  |  |                       |                       |                       |                       |                       |                       |              |              |                        |                        |                        |                        |                                 |                                 |                                 |                                 |                                 |                                 |                  |                  |                  |                  |                 |                 |                             |                             |                             |                             |                             |                             |
|            |            |            |            |            |            |         |         |                     |                     |                     |                     |                     |                     |          |          |                      |                      |                      |                      |                      |                      |                     |                     |                     |                     |                    |                    | Catherine de Valois |                    |  |  |                       |                       |                       |                       |                       |                       |              |              |                        |                        |                        |                        |                                 |                                 |                                 |                                 |                                 |                                 |                  |                  |                  |                  |                 |                 |                             |                             |                             |                             |                             |                             |

## Nachkommen
Aus der ersten Ehe Catherines mit Heinrich V. stammt ein Sohn, der spätere König Heinrich VI. (* 1421, † 1471) von England.
Aus ihrer zweiten Ehe mit Owen Tudor stammen mehrere Kinder. Gesichert sind die beiden erstgeborenen Söhne:
- Edmund Tudor, 1. Earl of Richmond (* 1430, † 1456), ⚭ mit Margaret Beaufort, ihr gemeinsamer Sohn war der spätere König Heinrich VII.;
- Jasper Tudor, 1. Duke of Bedford (* 1431, † 1495), ⚭ mit Katherine Woodville, Tochter von Richard Woodville, 1. Earl Rivers und Jacquetta von Luxemburg;

Die Vaterschaft von Edmund wird in einigen historischen Darstellungen nicht Owen Tudor, sondern Edmund Beaufort zugeschrieben. Amy License weist jedoch darauf hin, dass dies zur Zeit von Edmunds Geburt nicht in Frage gestellt wurde.
Laut einem Tudor-Stammbaum aus dem Jahr 1500 hatten Owen und Catherine noch wenigstens zwei weitere Kinder, wobei Details unklar sind: eine Tochter namens Margaret, die entweder ins Kloster eintrat oder jung starb, sowie ein dritter Sohn namens Edward oder Owen. In einigen Geschichtsdarstellungen wird erwähnt, dass Owen um 1432 geboren wurde und als Erwachsener Mönch in Westminster Abbey geworden sein soll, wo er 1502 starb. Der Historiker Michael Jones, der den Eintrag von Catherine im Oxford Dictionary of National Biography verfasst hat, hält dies jedoch für eine spätere Erfindung.
Nach dem Tod Catherines 1437 und der Inhaftierung Owen Tudors 1438 waren ihre Söhne Edmund und Jasper zunächst unter der Obhut von Katherine de la Pole, Schwester des Earl of Suffolk und Äbtissin in Barking Abbey. Das Glück wendete sich für die beiden Brüder, als Heinrich VI. sich für seine Halbbrüder interessierte und sie in seinen königlichen Haushalt aufnahm. 1453 adelte Heinrich seine Halbbrüder, Edmund wurde zum Earl of Richmond, Jasper zum Earl of Pembroke erhoben.

## Rezeption
Im Spielfilm Henry V. aus dem Jahr 1989, der auf dem gleichnamigen Stück von William Shakespeare beruht, wird Henry V von Kenneth Branagh und seine Gemahlin Catherine von Emma Thompson dargestellt.
In David Michôds The King wird Catherine von der französisch-amerikanischen Schauspielerin Lilly-Rose Depp verkörpert.